# Shohreh Aghdashloo

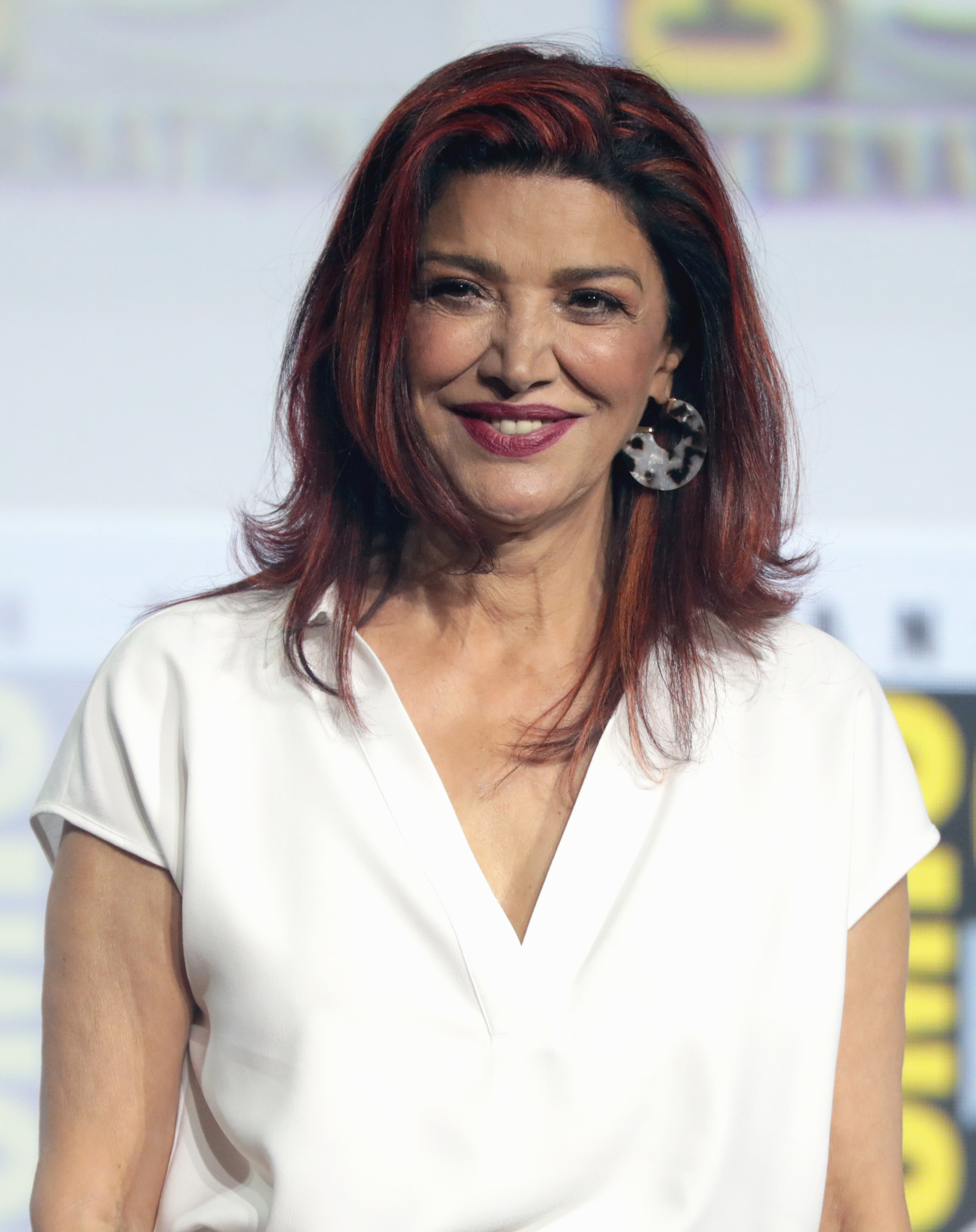
Shohreh Aghdashloo (2019)

Shohreh Aghdashloo, właśc. Pari Vaziri-Tabar (perski شهره آغداشلو, ur. 11 maja 1952 w Teheranie) – irańska aktorka filmowa, nominowana do Oscara za rolę drugoplanową w filmie Dom z piasku i mgły.

## Życiorys
Urodziła się w Teheranie jako Pari Vaziri-Tabar (nazwisko Aghdashloo jest nazwiskiem jej pierwszego męża, irańskiego malarza Aydina Aghdashloo) w rodzinie zamożnych muzułmańskich szyitów. Jej brat Shahryar jest lekarzem. Shohreh karierę aktorską zaczynała w wieku 20 lat w latach 70. XX wieku. Po licznych rolach w teatrze zaproponowano jej udział w pierwszych filmie Gozāresh (tłum. Sprawozdanie) w reżyserii znanego irańskiego reżysera Abbasa Kiarostamiego. Film otrzymał nagrodę krytyków podczas festiwalu w Moskwie. Następny film w jakim Shohreh wystąpiła to Shatranje Baad (Szachy z wiatrem), który również był pokazywany na kilku festiwalach, jednak oba filmu zostały objęte zakazem rozpowszechniania w rodzinnym kraju. W 1978 roku zdobyła uznanie w Iranie rolą w filmie Sooteh Delan (Złamane serce). Shohreh stała się jedną z czołowych irańskich aktorek.
Podczas rewolucji w 1979 Aghdashloo opuściła Iran wraz ze swoim pierwszym mężem i osiadła w angielskim Windermere. Rozpoczęła studia na wydziale stosunków międzynarodowych i otrzymała Bachelor’s degree. Po rozwodzie z pierwszym mężem Shohreh postanowiła kontynuować karierę aktorską i dlatego też przeniosła się do Los Angeles. W 1987 roku Shohreh wyszła po raz drugi za mąż za aktora i dramatopisarza Houshanga Touzie’a. W 1989 roku urodziła się ich córka Tara.

## Kariera w Ameryce
W 1989 roku wystąpiła w swoim pierwszym filmie w Stanach Zjednoczonych. W obrazie Guests Of Hotel Astoria (Goście hotelu Astoria) zagrała swoją pierwszą w życiu scenę rozbieraną. Miała wtedy 36 lat. Następnie Shohreh wystąpiła w epizodycznych rolach w serialach oraz w kilku filmach krótkometrażowych. Po roli w filmie Dwadzieścia dolców (Twenty Bucks) w 1993 roku zawiesiła karierę. Do grania w filmach powróciła w roku 2000 występując w filmie Surviving Paradise (Przetrwać raj). W 2003 roku Shohreh otrzymuje rolę w filmie Dom z piasku i mgły (House of Sand and Fog) w reżyserii Vadima Perelmana. W filmie wystąpiła u boku Bena Kingsleya i Jennifer Connelly, wcieliła się w postać Nadi, żony byłego pułkownika irańskiej armii. Za rolę otrzymała nominację do Oscara dla najlepszej aktorki drugoplanowej i do Independent Spirit Awards. Mimo iż Oscara otrzymała Renée Zellweger i jej rola w filmie Wzgórze nadziei, Shohreh została dostrzeżona.
Po sukcesie filmu Dom z piasku i mgły Shohreh otrzymała angaż do czwartego sezonu serialu 24 godziny, gdzie wcieliła się w postać Diny Araz, terrorystki i gospodyni domowej. Fabuła tego sezonu serialu wzbudziła kontrowersje. W wywiadzie dla magazynu „Time”, Aghdashloo stwierdziła, że choć miała wcześniej opór przed wzmocnieniem stereotypu muzułmanina jako terrorysty, jednak przesłanie i złożoność roli przekonała ją do zaakceptowania roli w takim wymiarze. Za rolę w serialu aktorka była nominowana do nagrody Satelity w 2005 roku. W rolę syna Diny Araz wcielił się aktor Jonathan Ahdout, który grał już syna Shohreh w filmie Dom z piasku i mgły.
W następnych latach Shohreh wystąpiła w serialach Will & Grace i Ostry dyżur. W 2005 roku wystąpiła w filmie Egzorcyzmy Emily Rose (The Exorcism of Emily Rose). Rok 2006 przyniósł jej role w superprodukcji X-Men: Ostatni bastion (X-Men: The Last Stand), w komedii romantycznej Dom nad jeziorem (The Lake House) i dramacie Narodzenie (The Nativity Story), gdzie wcieliła się w postać biblijnej Świętej Elżbiety. Sama Aghdashloo zauważyła, iż jak na ironię muzułmanka gra Żydówkę.
W roku 2007 zagrała epizodyczną rolę umierającej dr Helen Crawford w serialu ABC Chirurdzy.
W 2008 wystąpiła w sequelu filmu Stowarzyszenie wędrujących dżinsów. Wzięła również udział w miniserialu Dom Saddama, opowiadającym o życiu i krwawej karierze Saddama Husajna. Shohreh wcieliła się w postać pierwszej żony Husseina, Sadżidy Chajr Allah. Za rolę aktorka otrzymała nagrodę Emmy w 2009 roku dla najlepszej aktorki drugoplanowej. Rok 2008 to również udział Shohreh w dubbingu serialu Simpsonowie oraz wystąpienie w filmie Ukamienowanie Sorayi M. (The Stoning of Soraya M.), w którym to Shohreh gra po raz pierwszy w Ameryce i pierwszą od ponad 30 lat rolę pierwszoplanową. Za rolę otrzymała w roku 2009 nagrodę Satelitę jako najlepsza aktorka w filmie dramatycznym.
W roku 2009 wystąpiła w czterech odcinkach serialu FlashForward: Przebłysk jutra.

## Filmografia

### Filmy fabularne
- 1976: Shatranje bad
- 1977: Gozāresh
- 1978: Sooteh-Delan jako Aghdas
- 1989: Guests of Hotel Astoria jako Pori Karemnia
- 1991: Raha jako Raha
- 1993: Dwadzieścia dolców (Twenty Bucks) jako Ghada Holiday
- 2000: Surviving Paradise jako Pari
- 2001: America So Beautiful jako aktorka na emigracji
- 2002: Possessed jako kobieta
- 2002: Maryam jako pani Armin
- 2003: Dom z piasku i mgły (House of Sand and Fog) jako Nadereh „Nadi” Behrani
- 2004: The Secret Service jako Lila Ravan
- 2005: Egzorcyzmy Emily Rose (The Exorcism of Emily Rose) jako dr Adani
- 2005: Babak & Friends: A First Norooz jako Farah
- 2006: Dom nad jeziorem (The Lake House) jako dr Anna Klyczynski
- 2006: X-Men: Ostatni bastion (X-Men: The Last Stand) jako dr Kavita Rao
- 2006: Jak zostać gwiazdą (American Dreamz) jako Nazneen Riza
- 2006: Narodzenie (The Nativity Story) jako Elżbieta
- 2008: Stowarzyszenie wędrujących dżinsów 2 (The Sisterhood of the Traveling Pants 2) jako profesor Nasrin Mehani
- 2008: Ukamienowanie Sorayi M. (The Stoning of Soraya M.) jako Zahra
- 2011: W zamknięciu (On the Inside) jako dr Lofton
- 2012: Silk jako Rani
- 2012: The Odd Life of Timothy Green jako Evette Onat
- 2013: Percy Jackson: Morze potworów jako Oracle (głos)
- 2014: Rosewater jako Moloojoon
- 2015: Ostatni rycerze (Last Knights) jako Maria
- 2015: Septembers of Shiraz jako Habibeh
- 2015: Star Trek: W nieznane (Star Trek Beyond) jako komodor Paris
- 2016: Przyrzeczenie (The Promise) jako Marta Boghosian
- 2018: A Simple Wedding jako Ziba Husseini
- 2019: The Cuban jako Bano Ayoub
- 2020: Run Sweetheart Run jako Blue Ivy

### Seriale telewizyjne
- 1990: Matlock jako Sprzedawczyni
- 1993: Martin jako Malika
- 2005: 24 godziny (24) jako Dina Araz
- 2006: Will & Grace jako Pam
- 2006: Ostry dyżur (E.R.) jako Riza Kardatay
- 2006–2007: Smith jako Charlie
- 2007: Chirurdzy (Grey’s Anatomy) jako dr Helen Crawford
- 2008: Simpsonowie (The Simpsons) jako Mina (głos)
- 2008: Dom Saddama (House of Saddam) jako Sadżida Chajr Allah
- 2009: FlashForward: Przebłysk jutra (FlashForward) jako Nhadra Udaya
- 2011: NCIS: Naval Criminal Investigative Service jako Mariam Bawali
- 2011: Dr House jako Afsoun Hamidi
- 2011: Law & Order: Special Victims Unit jako detektyw Saliyah 'Sunny' Qadri
- 2012: Lekarz mafii (The Mob Doctor) jako dr Jayana Baylor (3 odcinki)
- 2012: Portlandia jako Nelofar Jamshidi
- 2013: Grimm jako Stefania Vaduva Popescu (7 odcinków)
- 2014: Kości (Bones) jako Deena Vaziri (odcinek The Cold in the Case)
- 2014: Wybrana (Believe) jako Delkash (odcinek Origin)
- 2015–2022: The Expanse jako Chrisjen Avasarala
- 2017: Punisher jako Farah Madani

## Nagrody
- Nagroda Emmy Najlepsza aktorka drugoplanowa w miniserialu lub filmie telewizyjnym: 2009 Dom Saddama